# Huwelijksgoederenregister (Nederland)
Het huwelijksgoederenregister is een openbaar register waarin aantekening wordt gehouden van alle regelingen waarin wordt afgeweken van de algehele gemeenschap van goederen bij huwelijk en  geregistreerd partnerschap. Het register bevindt zich bij de rechtbank van het arrondissement waarbinnen het huwelijk is voltrokken. 

## Inrichting van het register
Voor elk echtpaar of elk geregistreerd paar van wie een inschrijving wordt gedaan, wordt een kaart en zo nodig een omslag aangehouden, vermeldende naam en voornamen van de beide personen, alsmede plaats en datum van de huwelijksvoltrekking of het geregistreerd partnerschap dat is aangegaan.
Op de kaart worden de inschrijvingen, met vermelding van hun dagtekening, aangebracht en door de griffier ondertekend.
In het omslag worden de stukken, in de paragraaf hierna genoemd, bewaard.
De kaarten dragen een nummer en worden gerangschikt in alfabetische volgorde naar de geslachtsnaam van de man, indien het een geregistreerd paar betreft, wordt de geslachtsnaam gekozen van die persoon wiens geslachtsnaam op grond van alfabetische volgorde het eerst in aanmerking komt. Het nummer van de kaart wordt op het omslag aangebracht.

## Aantekeningen in het register
In het huwelijksgoederenregister wordt aangetekend:
- afschrift of uittreksel van de notariële akte van huwelijkse voorwaarden
- afschrift van een rechterlijke uitspraak dat een echtgenoot niet aansprakelijk zal zijn voor de door de andere echtgenoot ten behoeve van de gezamenlijke huishouding aangegane verbintenissen.
- afschriften van een rechterlijke uitspraak dat het bestuur van (een deel van) de goederen van de huwelijksgemeenschap opgedragen aan één echtgenoot
- een exploit van dagvaarding  voor de eis tot opheffing van de huwelijksgemeenschap
- afschrift van de rechterlijke uitspraak tot opheffing van de huwelijkgemeenschap
- afschrift van de rechterlijke beschikking tot scheiding van tafel en bed
- akte van opheffing van de scheiding van tafel en bed
- akte tot afstand van (een deel van) de huwelijksgoederengemeenschap
- verzoekschrift tot echtscheiding c.q. beëindiging van een geregistreerd partnerschap met daarop gestelde verklaring van de rechtbank van de datum en het tijdstip waarop het verzoekschrift is ingediend

## Inzage in het register
Het register is openbaar, de griffier van de rechtbank is verplicht om eenieder die hier om vraagt kosteloos inzage van het register te geven. Hij is voorts verplicht om tegen het hiervoor geldende wettelijke tarief aan eenieder die hier om vraagt een uittreksel uit het register te verstrekken. Iemand die inzage wenst in het huwelijksgoederenregister, kan een verzoek daartoe indienen bij de rechtbank van het rechtsgebied waarbinnen het betreffende huwelijk is voltrokken.
Met ingang van 2 januari 2012 is het huwelijksgoederenregister online raadpleegbaar via http://hgr.rechtspraak.nl/.

## Wettelijke bepalingen
- Het huwelijksgoederenregister is ingesteld bij wet in artikel 1:116 lid 1 van het Burgerlijk Wetboek.

- Koninklijk Besluit van 26 november 1969, houdende regelen betreffende de wijze van inrichting en raadpleging van het huwelijksgoederenregister, bedoeld in artikel 116 van Boek 1 van het Burgerlijk Wetboek

- Koninklijk Besluit van 23 april 2001, houdende wijziging van het Besluit Huwelijksgoederenregister 1969 in verband met wijziging van het tijdstip waarop een scheiding van tafel en bed is geëindigd, en tot vaststelling van het tijdstip van inwerkingtreding van een aantal bepalingen van de Wet van 13 december 2000, houdende wijziging van de regeling in Boek 1 van het Burgerlijk Wetboek met betrekking tot het naamrecht, de voorkoming van schijnhuwelijken en het tijdstip van de totstandkoming van de scheiding van tafel en bed alsmede enige andere wetten (Stb. 2001, 11)

- Ministeriële regeling van  29 juli 1970, houdende bepalingen inzake de overbrenging naar de rijksarchiefbewaarplaatsen van de in de huwelijksgoederenregisters opgenomen stukken en van de tot deze registers behorende klapperkaarten.